# 科尔马
科尔马（法語：Colmar，法語：[kɔlmaʁ] ⓘ），法国东北部城市，大东部大区上莱茵省的一个市镇，也是该省的省会和人口第二多的城市，下辖科尔马-里博维莱区，其市镇面积为66.57平方公里，2022年1月1日时人口数量为67,360人，在法国城市中排名第73位。
科尔马位于上莱茵省中北部，孚日山脉东侧，是这一地区的政治文化中心，同时也是法国重要的旅游城市之一，因当地的木制建筑和水城景观而闻名，被称为“小威尼斯”，其所在的阿尔萨斯地区也是法国重要的红酒产区之一。
法国雕塑家、自由女神像的作者弗雷德里克·奥古斯特·巴托尔迪出生于科尔马。

## 地名来源
“科尔马”一名来源于法语单词“Colombier”，意为“养鸽子的地方”，可能与当地历史上的农业活动有关。同样拥有类似词源的法国地名还有如科隆布、库洛米耶等。

## 历史

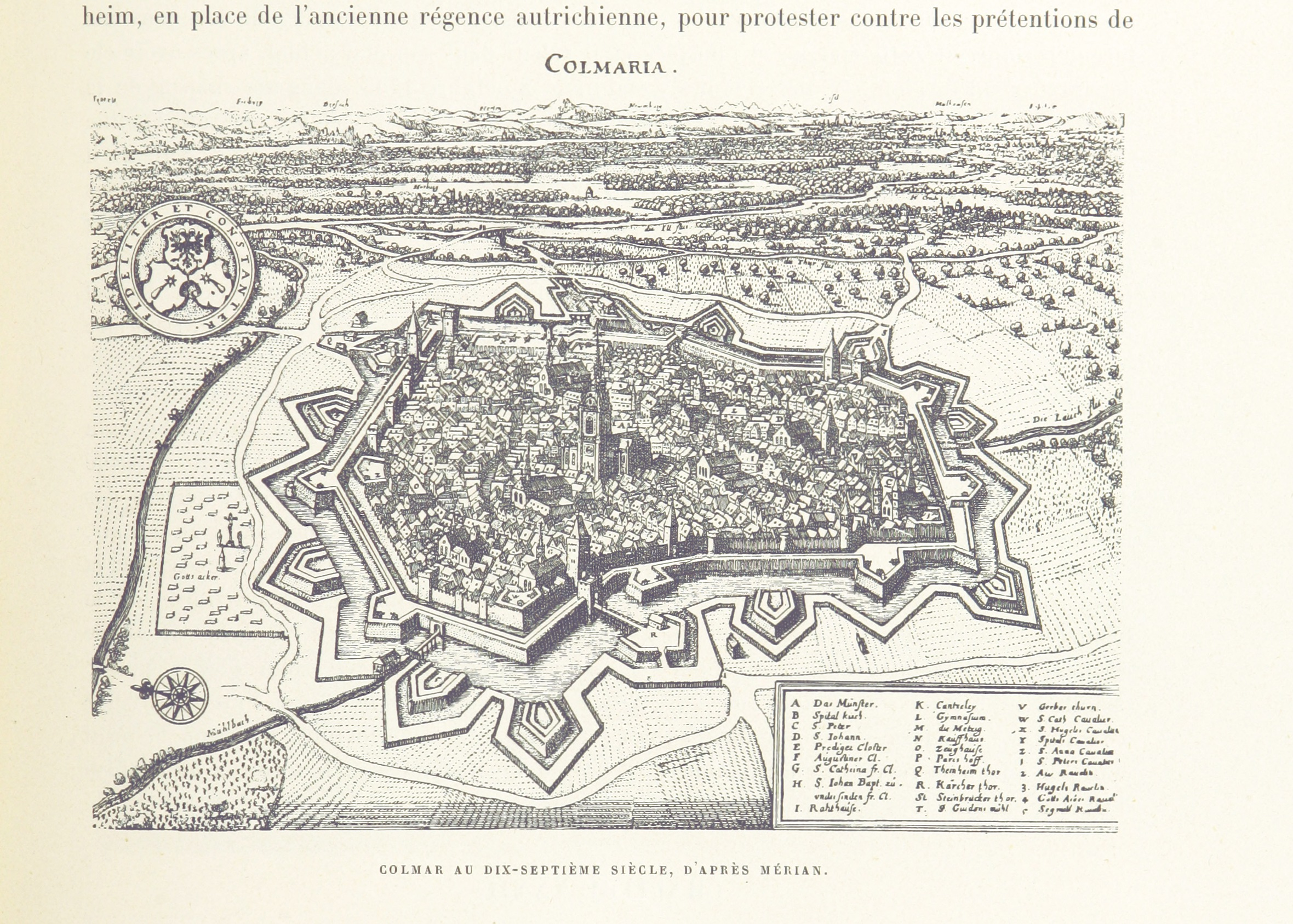
科尔马

公元823年，“科尔马”作为城市首次出现在了文献记载中，彼时，科尔马为一个区域性的农业中心，在《凡尔登条约》签订后，被划入東法蘭克王國。1106年，一场大火烧毁了科尔马。12世纪末，腓特烈一世决定重建该市，其长子则于1226年将科尔马建立成为了一座“皇家都市”，1278年，在鲁道夫一世的批准下，科尔马成为了帝国自由城市，并在中世纪末期发展为一个商业贸易中心。15至16世纪，科尔马地区多次遭遇了黑死病疫情，人口数量急剧下降，最终失去了帝国自由城市的头衔。三十年战争期间，科尔马附近受到了较为严重的破坏。1648年，根据《威斯特伐利亚和约》，科尔马及其所在的整个上阿尔萨斯地区（米卢斯除外）正式划归法兰西王国。17世纪末，根据《吕埃条约》，科尔马成为了“王家城市”（ville royale），由法兰西国王派兵直接保护。18世纪时，大批市政设施在科尔马出现，构建了其现代城市的雏形。法国大革命后，科尔马成为了上莱茵省的首府并保持至今。其间，科尔马曾于1870至1919年以及第二次世界大战期间分别被普鲁士王国及纳粹德国占领，並在1944年發生了著名的科爾馬包圍戰。自1948年起，阿尔萨斯红酒集市在科尔马定期举办。

## 地理

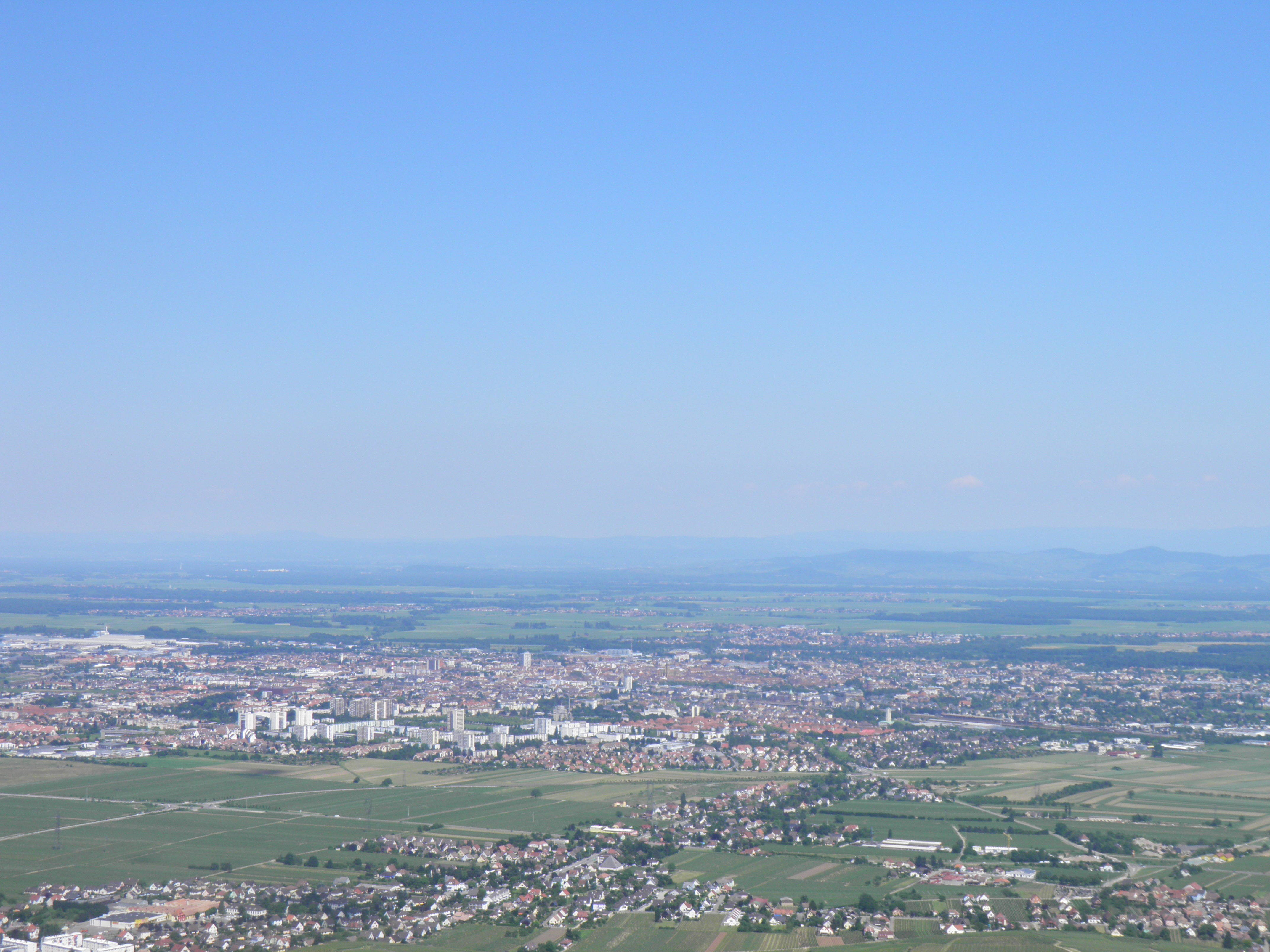
鸟瞰科尔马全貌

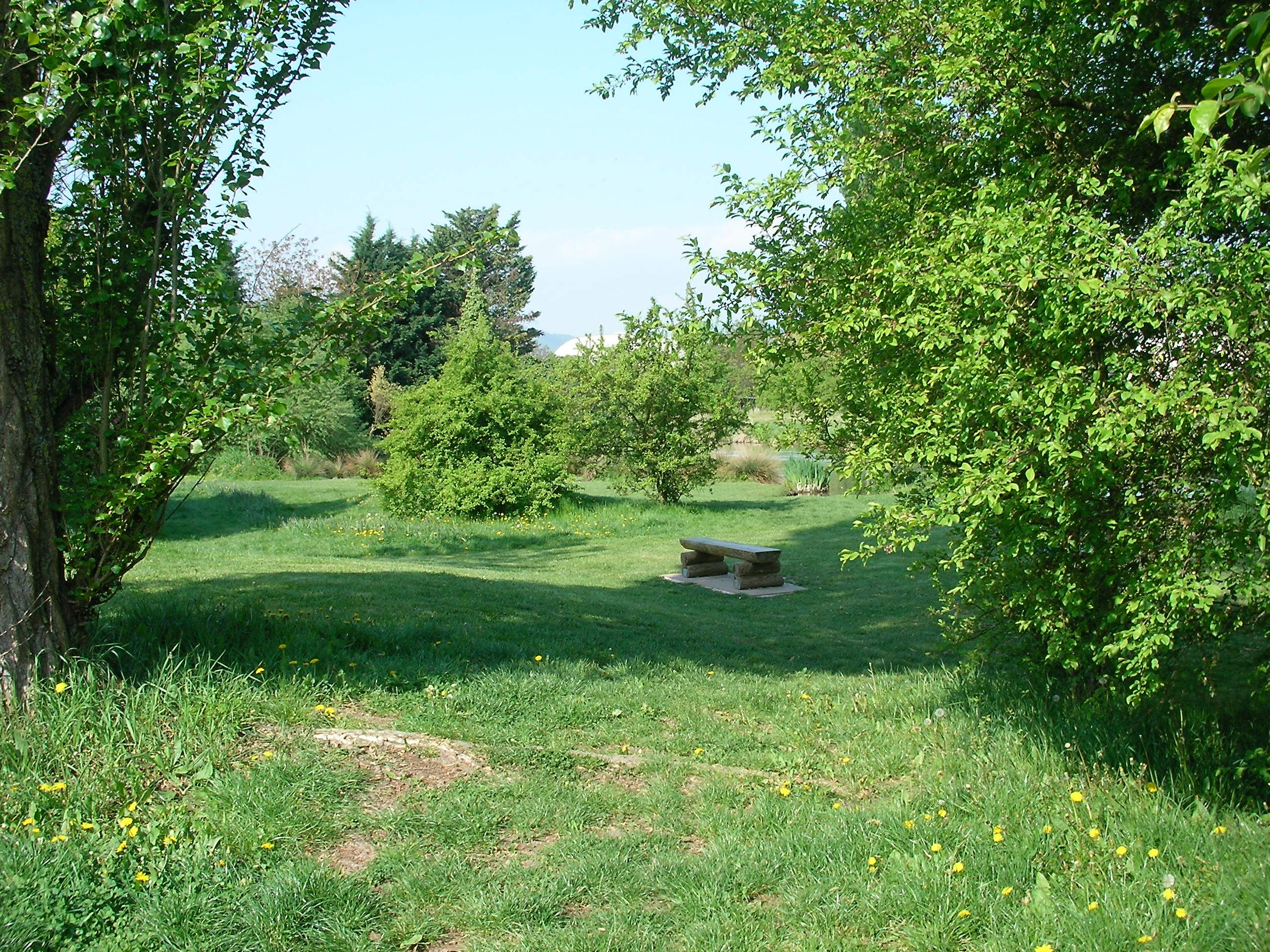
科尔马的一处绿地

科尔马位于法国东北部，大东部大区的东和上莱茵省的北部，距离大区首府斯特拉斯堡大约72公里。与科尔马接壤的市镇包括：伊勒伊瑟恩、格吕瑟奈姆、热布赛姆、孙多芬、奥尔堡-维尔、圣克鲁瓦昂普莱讷、韦托尔赛姆、温策奈姆、英格赛姆、阿默什维尔、本维尔、乌森、奥斯泰姆、盖马尔、波特迪里德、凯瑟斯贝格-维尼奥布勒。

### 地形
科尔马位于孚日山脉东侧的山前冲击带上，地势平坦，海拔在175至214米之间，其中市区平均海拔约198、185米。

### 地质
科尔马附近地表多为现代沉积物，同时也适宜大部分农作物生长。

### 水文
洛克河自西南向东北呈“S”型流经科尔马，其市区段水流缓慢，周边汇集了大量的历史建筑。它的一些支流也流经了科尔马，但在市区多以地下河的形式出现。洛克河在流出科尔马市区后被人工改造成为了科尔马运河，最终汇入莱茵河。

### 植被
科尔马属于温带落叶林，市区内的绿地公园主要分布在老城区南部和市区东南郊。

### 气候
科尔马在柯本气候分类法中属于带有大陆性特征的温带海洋性气候，夏季炎热干燥，冬季温和湿润。
科尔马市区以南大约20公里处的马耶奈姆设有气象站，以下为该气象站的数据：
| 马耶奈姆 1981–2010年 | 马耶奈姆 1981–2010年 | 马耶奈姆 1981–2010年 | 马耶奈姆 1981–2010年 | 马耶奈姆 1981–2010年 | 马耶奈姆 1981–2010年 | 马耶奈姆 1981–2010年 | 马耶奈姆 1981–2010年 | 马耶奈姆 1981–2010年 | 马耶奈姆 1981–2010年 | 马耶奈姆 1981–2010年 | 马耶奈姆 1981–2010年 | 马耶奈姆 1981–2010年 | 马耶奈姆 1981–2010年 |
| 月份                 | 1月                  | 2月                  | 3月                  | 4月                  | 5月                  | 6月                  | 7月                  | 8月                  | 9月                  | 10月                 | 11月                 | 12月                 | 全年                 |
| -------------------- | -------------------- | -------------------- | -------------------- | -------------------- | -------------------- | -------------------- | -------------------- | -------------------- | -------------------- | -------------------- | -------------------- | -------------------- | -------------------- |
| 历史最高温 °C（°F）  | 18.5 (65.3)          | 21.8 (71.2)          | 25.5 (77.9)          | 29.7 (85.5)          | 34.7 (94.5)          | 38.6 (101.5)         | 38.7 (101.7)         | 40.9 (105.6)         | 33.6 (92.5)          | 30.7 (87.3)          | 24 (75)              | 20.3 (68.5)          | 40.9 (105.6)         |
| 平均高温 °C（°F）    | 4.8 (40.6)           | 6.8 (44.2)           | 11.9 (53.4)          | 16 (61)              | 20.4 (68.7)          | 23.7 (74.7)          | 26.1 (79.0)          | 25.8 (78.4)          | 21.4 (70.5)          | 15.8 (60.4)          | 9.2 (48.6)           | 5.5 (41.9)           | 15.6 (60.1)          |
| 日均气温 °C（°F）    | 1.7 (35.1)           | 2.8 (37.0)           | 6.9 (44.4)           | 10.4 (50.7)          | 14.9 (58.8)          | 18 (64)              | 20.2 (68.4)          | 19.7 (67.5)          | 15.8 (60.4)          | 11.3 (52.3)          | 5.7 (42.3)           | 2.7 (36.9)           | 10.8 (51.4)          |
| 平均低温 °C（°F）    | −1.4 (29.5)          | −1.2 (29.8)          | 2 (36)               | 4.8 (40.6)           | 9.3 (48.7)           | 12.3 (54.1)          | 14.2 (57.6)          | 13.7 (56.7)          | 10.2 (50.4)          | 6.8 (44.2)           | 2.2 (36.0)           | −0.2 (31.6)          | 6.1 (43.0)           |
| 历史最低温 °C（°F）  | −22 (−8)             | −24.8 (−12.6)        | −16 (3)              | −7.3 (18.9)          | −3.1 (26.4)          | 2.1 (35.8)           | −0.9 (30.4)          | 3.2 (37.8)           | −1 (30)              | −7.6 (18.3)          | −13.1 (8.4)          | −19 (−2)             | −24.8 (−12.6)        |
| 平均降水量 mm（）    | 31.7 (1.25)          | 28.8 (1.13)          | 37.4 (1.47)          | 44.7 (1.76)          | 74.2 (2.92)          | 64.2 (2.53)          | 66.8 (2.63)          | 57 (2.2)             | 57.8 (2.28)          | 56.9 (2.24)          | 40.1 (1.58)          | 47.7 (1.88)          | 607.3 (23.91)        |
| 月均日照時數         | 71.8                 | 97                   | 144.7                | 180.2                | 201.5                | 225.5                | 239.2                | 223.6                | 170.7                | 116.9                | 70.5                 | 57.5                 | 1,799.1              |
| 来源：Infoclimat     |                      |                      |                      |                      |                      |                      |                      |                      |                      |                      |                      |                      |                      |

## 行政区划

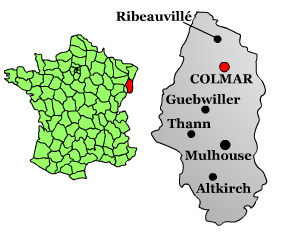
科尔马在法国的位置

科尔马是法国大东部大区上莱茵省的一个市镇，编号为68066，它也是上莱茵省的省会。科尔马下辖科尔马-里博维莱区，管理科尔马第一县和第二县，同时也是科尔马城市圈公共社区的办公驻地。
法国国家统计与经济研究所（简称）在进行数据统计时，将科尔马及相邻的另外6个市镇设为科尔马城市核心区，并将包括核心区在内的周边共40个市镇划为科尔马城市区。同时，还将科尔马市镇分为了26个“块区”（IRIS），以便于统计人口分布情况。

## 交通

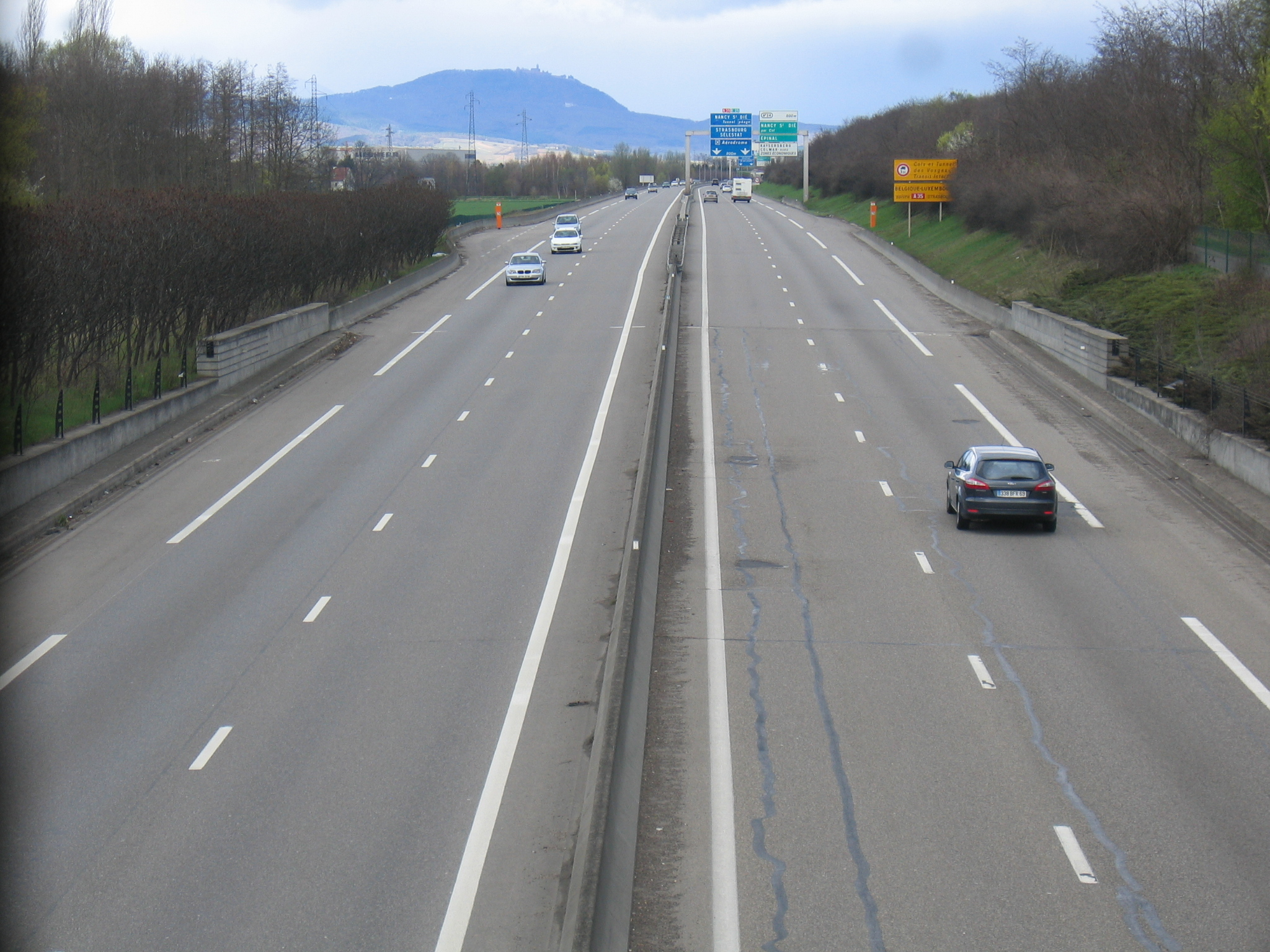
法国A35号高速公路科尔马段

### 公路
法国国家A35号高速公路经过科尔马市区东部，并设有四个出入口。此外，法国国道N83线和多条上莱茵省省道在科尔马交汇。
大东部大区综合线路网（商业名称为）开通多条连接科尔马和周边主要市镇的常规或学生巴士线路。
2018年，72.4%的科尔马居民拥有至少1辆私人汽车。

### 铁路

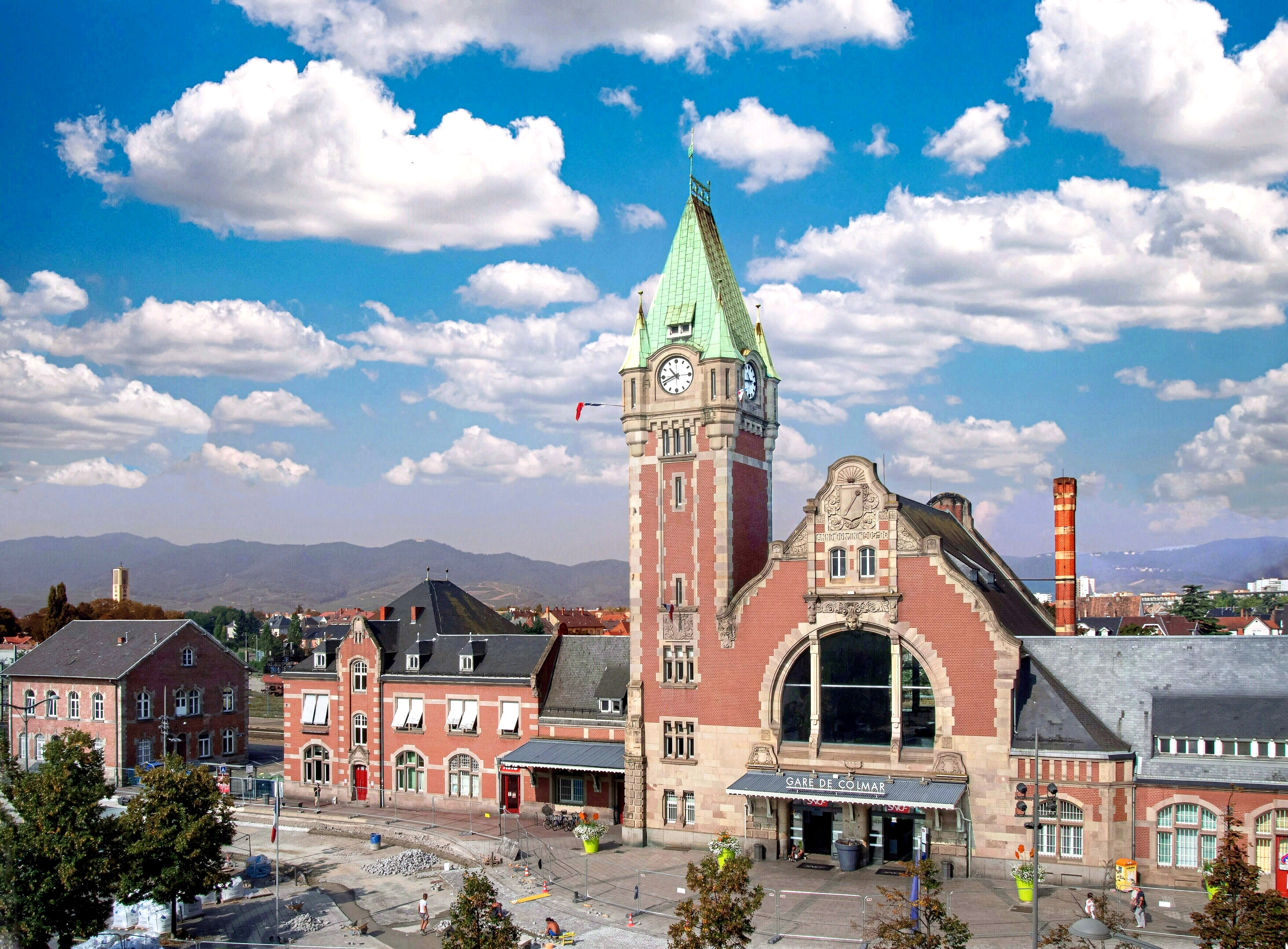
科尔马站

科尔马位于斯特拉斯堡－圣路易铁路上，同时也是科尔马－梅泽拉尔地方铁路的起点。科尔马火车站位于市中心，该站每天开行前往巴黎、里昂、马赛、卢森堡、第戎、蒙彼利埃以及梅斯等地的高速列车，同时也开行前往斯特拉斯堡、米卢斯和梅泽拉尔站等地的区域列车。2017年，科尔马站累计发送旅客数量达387万人次。

### 航空

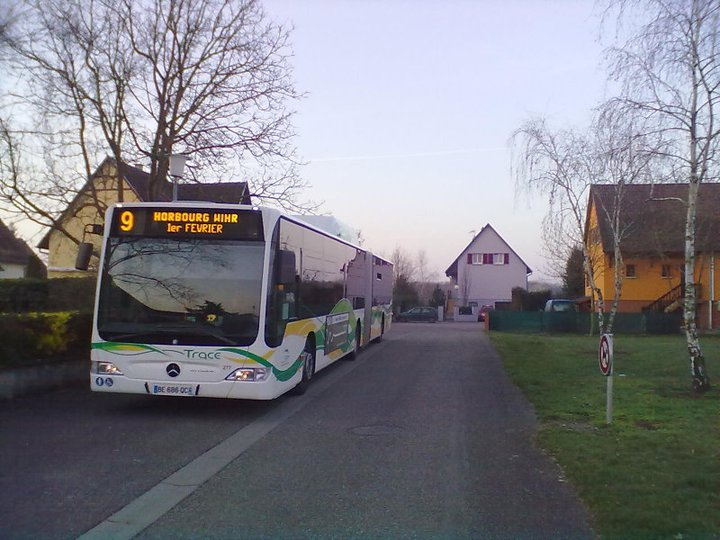
科尔马街头的一辆公共汽车

科尔马-乌森机场位于科尔马市区北部，该机场不定期开行包机航线。此外，科尔马距离斯特拉斯堡机场的车程在40分钟以内。

### 水运
科尔马运河开辟于1864年，连接科尔马市区和莱茵河主航道，平均宽度超过10米，由船闸控制水量，供私人游轮及货轮开行，同时沿途开辟有自行车道。

### 城市公共交通
科尔马城市公共交通（商业名称为）下辖19条常规公交线路，覆盖了三个市镇，同时提供定制公交服务，面向科尔马城市圈公共社区内的所有市镇。

## 政治

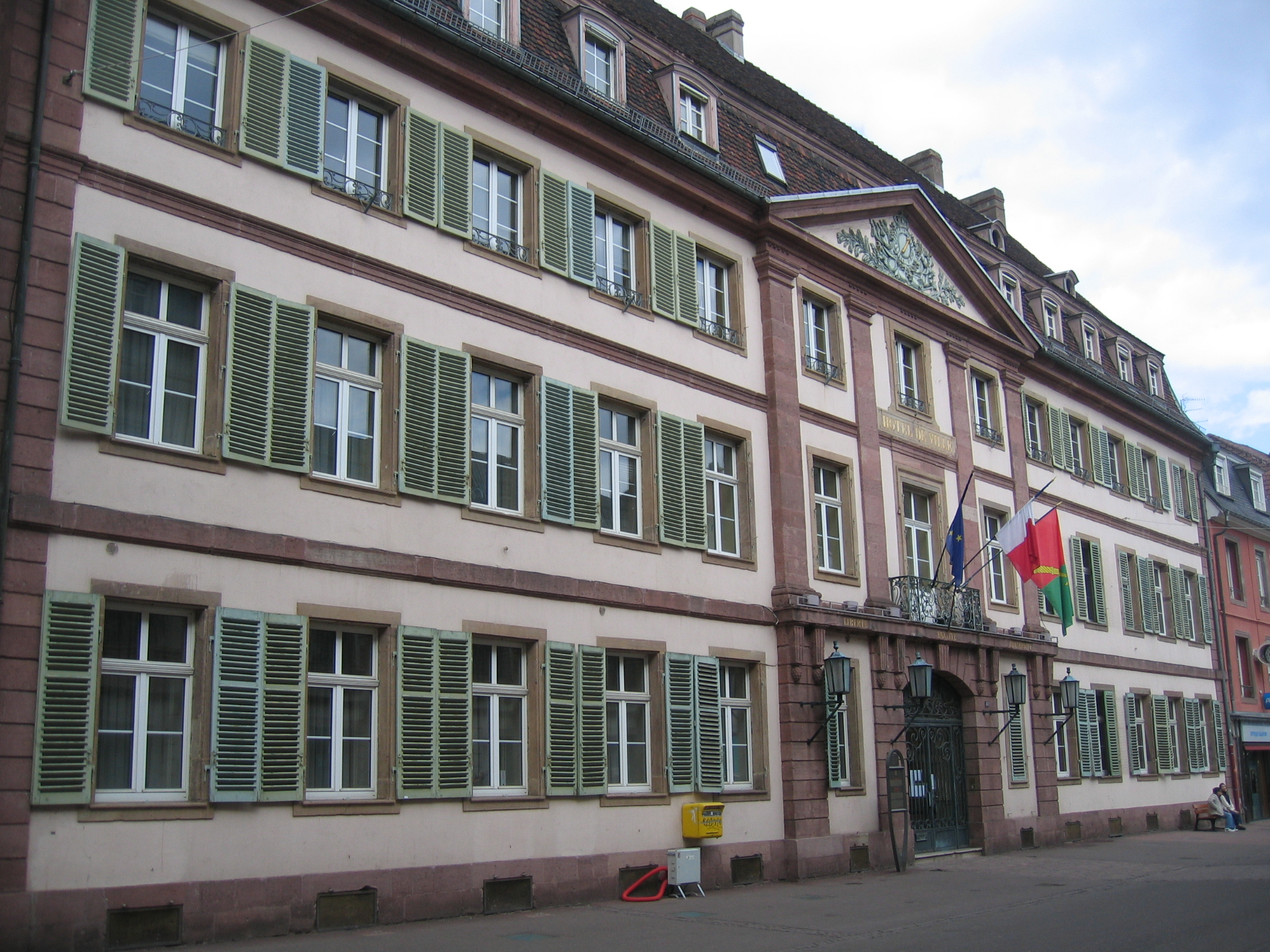
科尔马市政厅

现任科尔马市长埃里克·施特劳曼先生，他是一名右翼无党派人士，在2020年的市政选举中获得63.89%的支持率。
| 科尔马历届市长 |                 |                      |
| 任期           | 市长            | 党派                 |
| 1945年－1947年 | 爱德华·里夏尔   | SFIO工人国际法国支部 |
| 1947年－1977年 | 约瑟夫·雷       | MRP人民共和运动      |
| 1977年－1995年 | 埃德蒙·热雷     | CDS社会民主中心      |
| 1995年－2020年 | 吉尔贝·梅耶尔   | UDF法国民主联盟      |
| 2020年－       | 埃里克·施特劳曼 | DVD右翼无党派人士    |

在2017年法国大选当中，法国现任总统马克龙在科尔马分别获得了23.57%和66.21%的支持率，均居所有候选人首位。

## 经济

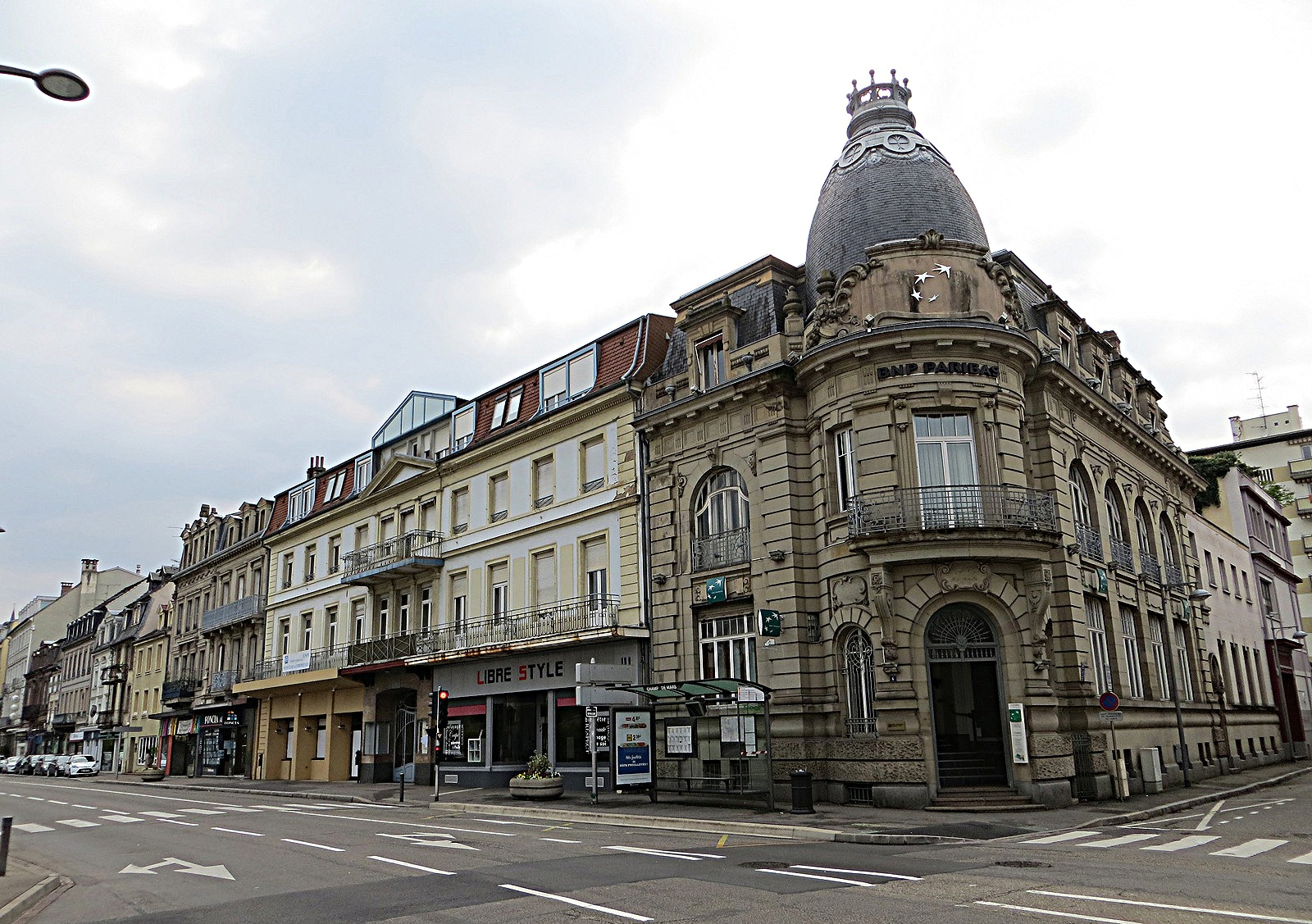
科尔马的一处银行

科尔马是一个区域性的中心城市，当地共有各类用人单位10,366家，平均历史为16年，行政、医疗及社会服务是当地的主要就业岗位类型。

### 财政
2017年，科尔马的财政支出总额为8735.5万欧元，财政收入总额为9478.1万欧元，债务总额为7619.7万欧元。

### 收入
2014年，科尔马的人均月纯收入为2,368欧元，其中高级职员为4,517欧元，高于法国平均水平（4,141欧元）；普通工人为1,797欧元，同样高于法国平均水平（1,637欧元）。
2016年，科尔马的青壮年人口（15-64岁）失业率为8%。总人口中有44.4%拥有纳税资格。

## 人口
2016年，科尔马的市镇范围内的合法人口数量为69,899，其中男性33,616人，女性36,283人，75岁及以上人口数量占比为8.2%，外籍人口7,899人，总人口数量在在全法国排名第73位。人口密度为1,050人/平方公里。2018年，科尔马的出生人口数量为815人，死亡人口数量为657人。
当地居民被称为（男性）或（女性）。
| 年份   | 1936   | 1946   | 1954   | 1962   | 1968   | 1975   | 1982   | 1990   | 1999   | 2006   | 2011   | 2016   | 2017   |
| ------ | ------ | ------ | ------ | ------ | ------ | ------ | ------ | ------ | ------ | ------ | ------ | ------ | ------ |
| 人口數 | 49,448 | 46,124 | 47,305 | 52,355 | 59,550 | 64,771 | 62,483 | 63,498 | 65,136 | 65,713 | 67,409 | 69,899 | 69,105 |

尽管科尔马为上莱茵省的省会，但科尔马并不是该省人口最多的市镇，其数量少于同省的米卢斯。

## 社会事务

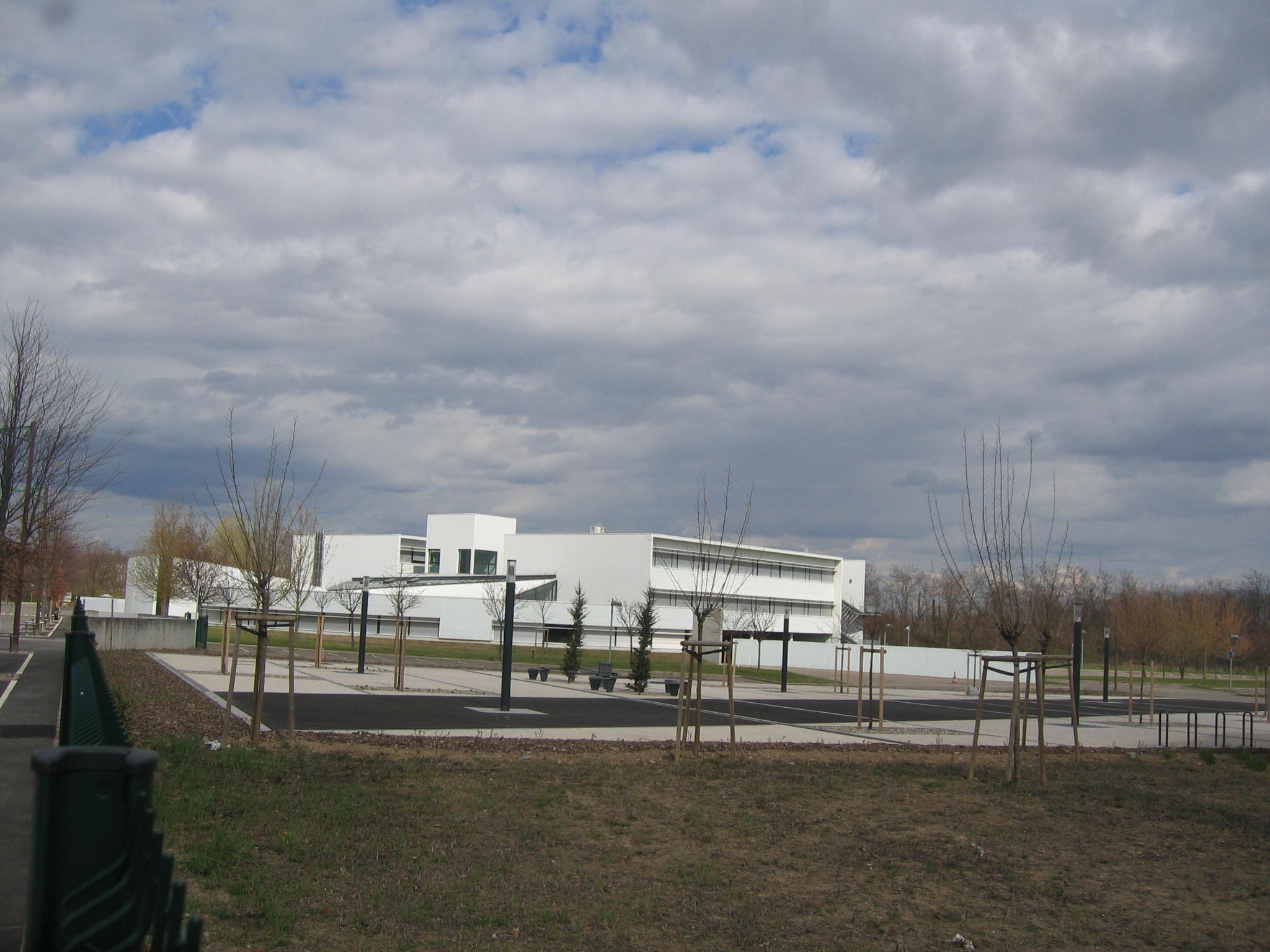
国家农业研究院科尔马分院

### 科研教育
科尔马属于斯特拉斯堡学区。截止2018年底，科尔马境内共有23所幼儿园、15所小学、7所初级中学、5所普通高中和1所职业高中。2018－2019年学年度，科尔马境内中等阶段在校学生总人数为9,240人，科尔马巴尔托尔迪高级中学（Lycée Bartholdi de Colmar）在2019年的高中毕业会考中通过率达99%，其中12分以上（满分20分）的学生数量占81%，总成绩在法国2,295所高级中学中排名第102位。
在高等教育方面，上阿尔萨斯大学是法国的一所公立大学，其科尔马校区开设农业科学贸易学院和下属的科尔马应用科技学院。国家农业研究院在科尔马也设有分部。

### 医疗

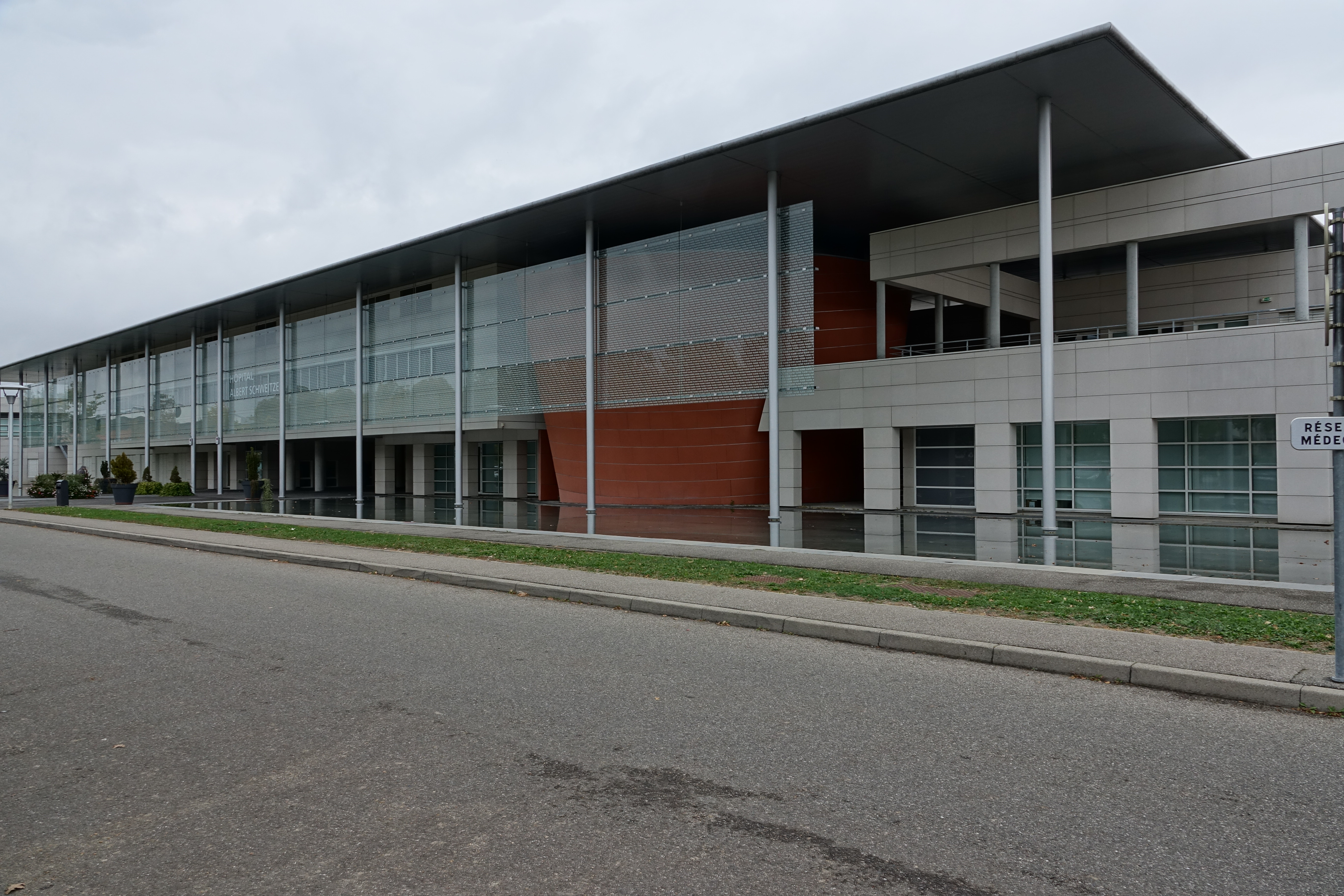
科尔马中心医院

截止2018年1月1日，科尔马境内共有全科医生73名，保健师65名，牙医70名，护士86名，耳科医生4名，眼科医生10名，皮肤科医生10名，助产士13名，儿科医生8名和妇科医生14名。市区内共有药房21家。
科尔马中心医院，又称“科尔马人民医院”（Hôpitaux civils de Colmar），是当地最大的综合性医疗机构，在科尔马市区内设有两个病区。
此外，科尔马境内还有9家养老院和10处残疾人帮扶中心。

### 住房
2015年，科尔马境内共各类居民住房35,166处，比上一年增加了661处。其中91%为常住居民住房。

### 商业
2015年，科尔马境内共有各类商业铺面4,473家，其中餐饮服务类商业铺面1,798家，个体性的商铺主要位于科尔马市中心，而科尔马市区北部的乌森街区则有大型商场分布。

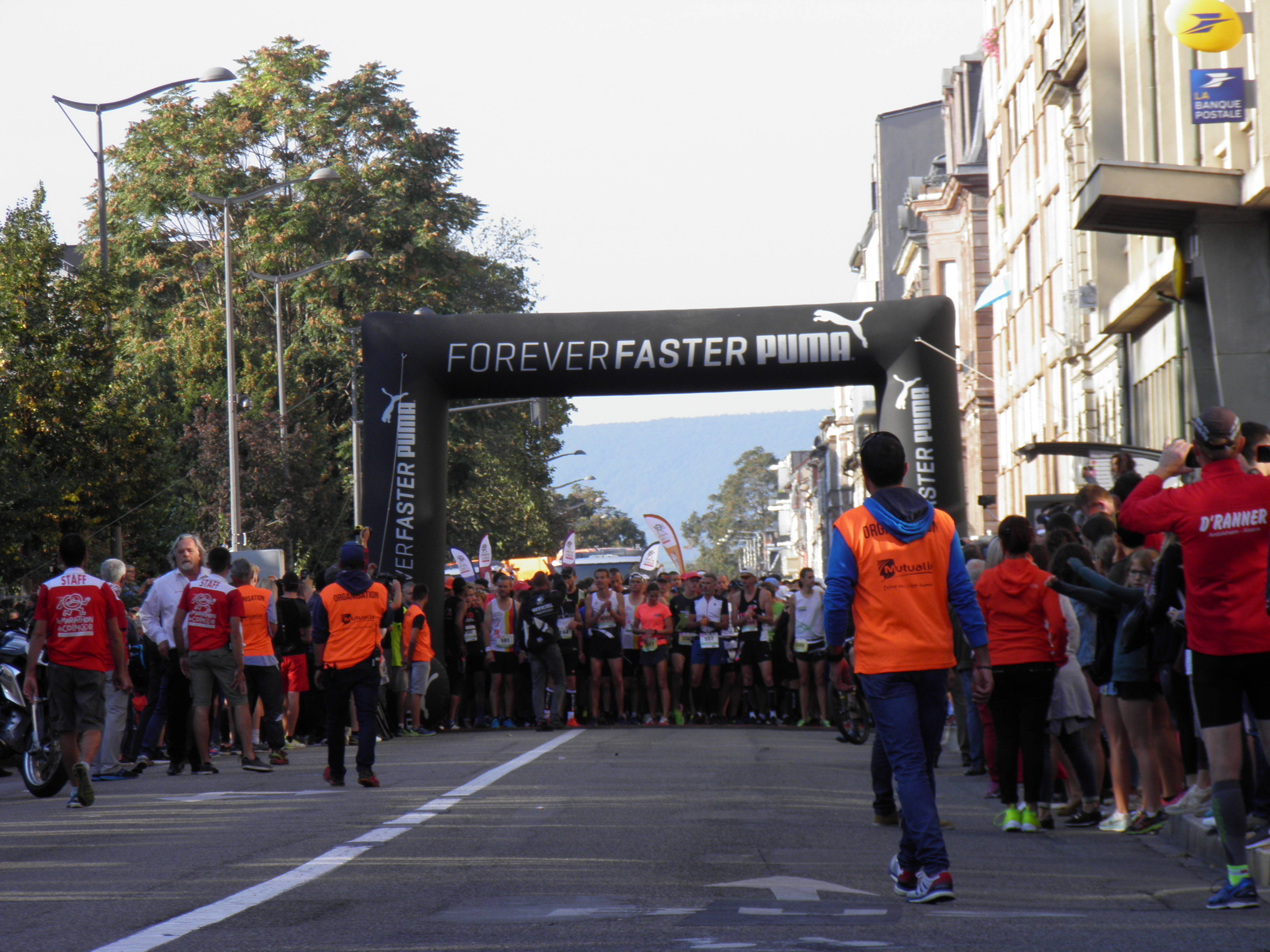
科尔马体育局组织的马拉松长跑比赛

### 体育
截止2019年初，科尔马共包括3处游泳池，21个健身房，2个体育场，21个网球场，4个马术场、8个足球或橄榄球场、12个篮球或排球场。
科爾馬體育會是科尔马的一支足球俱乐部，历史上曾参与过法国足球甲级联赛，现参加地方性的联赛。此外，科尔马还有多个不同体育项目的俱乐部，均由科尔马体育局管理。

### 环境
科尔马境内的环境和可持续发展事务由科尔马城市圈公共社区负责。2015年，科尔马市区内共有5家污染企业，当年的二氧化氮浓度平均值为30.5 µg/m³，臭氧浓度平均值为52µg/m³，二氧化硫浓度为零，颗粒物平均值为21µg/m³。

### 治安
科尔马市区内共有一个派出所和一个国家宪兵队。
2014年，科尔马及其附近地区共发生各类案件4,000起，其中盗窃类案件2,324起，经济类案件362起，人身侵害案件975起，毒品交易和运输案件173起。

## 文化

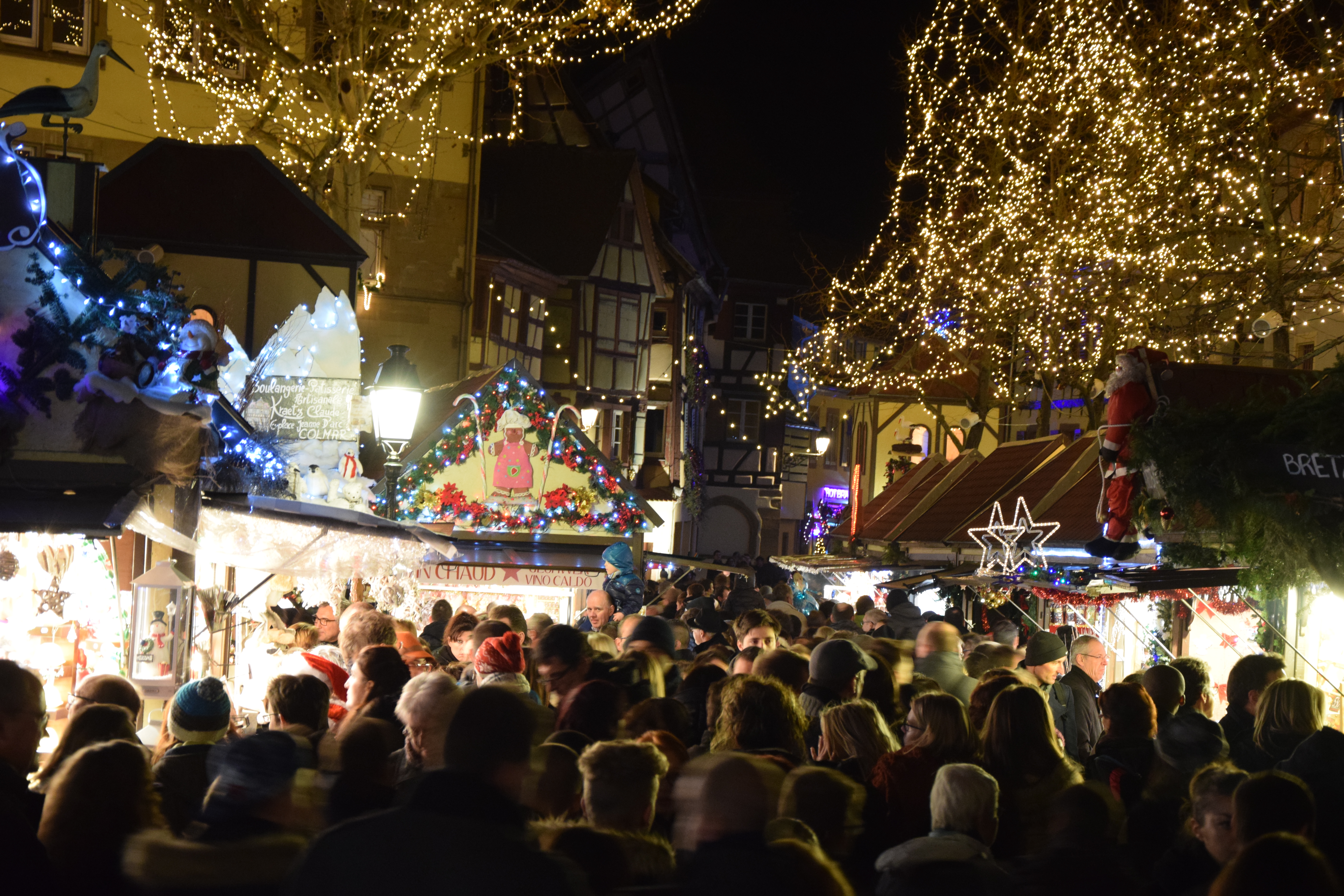
科尔马圣诞集市

### 旅游
科尔马因当地颜色鲜明的木质建筑及独特的水城景观而闻名，被称为“小威尼斯”，同时也被《米其林旅游杂志》评为三星级旅游城市。位于科尔马市区的恩特林登博物馆是法国外省游客接待量最多的博物馆之一。截止2019年，科尔马市区内共有58处法国国家文物保护单位，设有1处旅游接待中心（Office de Tourisme）和31家宾馆共计1,675间房间。

### 活动
科尔马是阿尔萨斯葡萄酒展览会的主办城市。
科尔马国际音乐节于1979年由德国音乐家卡尔·明兴格尔创建，每年夏季举办。

### 媒体
法国本土主要的国家性电视台和广播电台在科尔马均可接收，其中法国电视三台下属的大东部大区频道在部分时段播放地区新闻。

## 对外交流
截止2020年8月，科尔马共与4座城市互为友好城市，另与1座城市互签合作交流协议。

### 友好城市
- 匈牙利 杰尔
- 義大利 卢卡
- 美国 普林斯顿
- 德国 雄高

### 合作交流城市
- 阿尔及利亚 西迪贝勒阿巴斯